# Watkin Tudor Jones

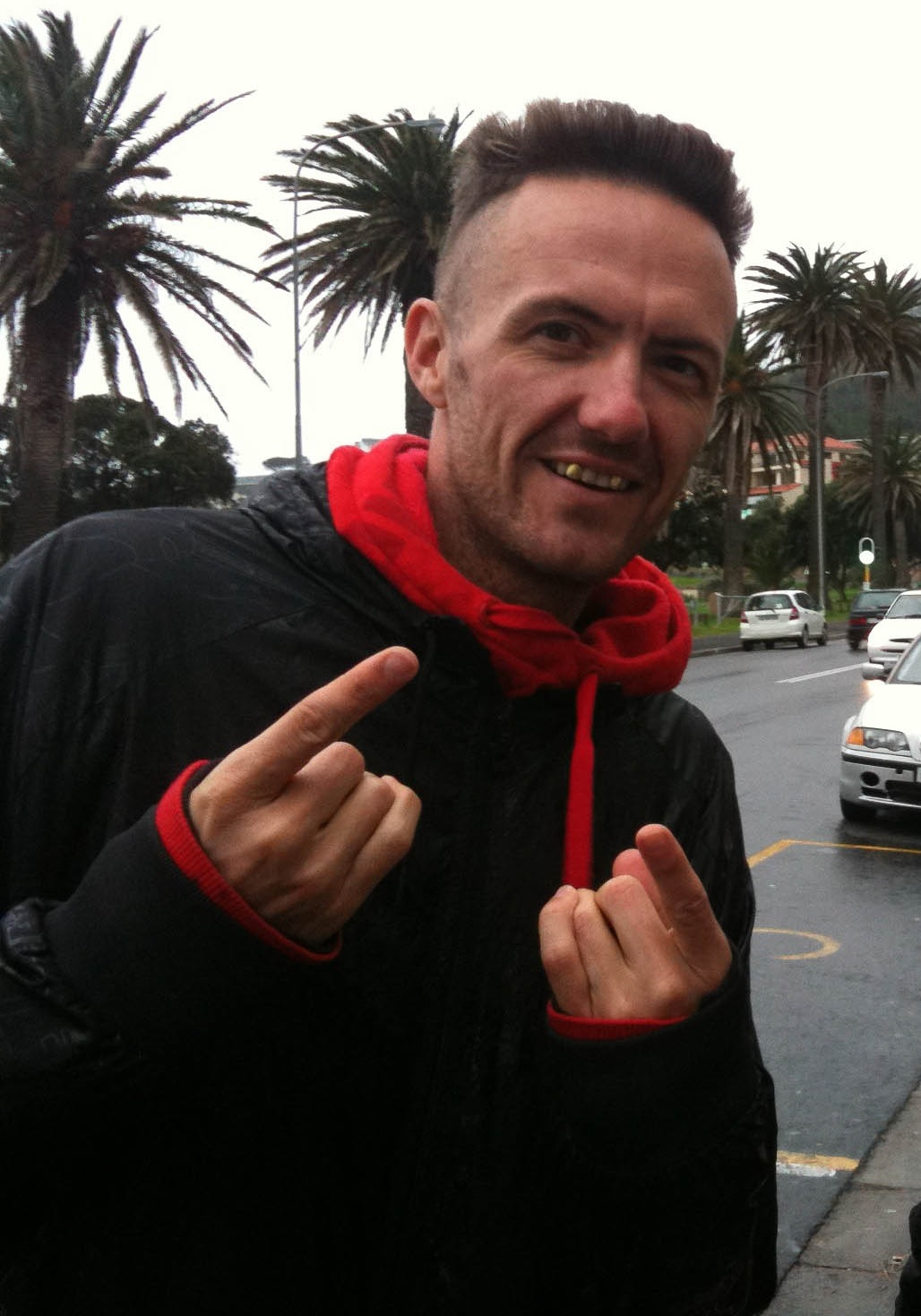
Jones im Jahr 2012

Watkin Tudor Jones (* 26. September 1974 in Johannesburg, Südafrika), besser bekannt als Ninja (oder auch als Max Normal, Waddy Jones oder MC Totally Rad), ist ein südafrikanischer Musiker, Musikproduzent, Performer, Konzept- und Medienkünstler sowie Schauspieler. Internationale Bekanntheit erlangte er mit seiner Rap-Rave-Formation Die Antwoord.

## Karriere

### Musikalische Laufbahn
Bereits in den 1990er Jahren veröffentlichte Jones seine ersten Rap-Alben. Anfang der 2000er galt er unter seinem Künstlernamen Max Normal als einer der populärsten und begabtesten Rapper Südafrikas und wurde regelmäßig mit Eminem verglichen und als „der südafrikanische Eminem“ bezeichnet. Im Jahr 2002 löste er auf dem Höhepunkt seines Ruhms die Gruppierung Max Normal auf, um gemeinsam mit anderen an seinem Projekt The Constructus Corporation zu arbeiten. Hierbei kam es zur ersten künstlerischen Zusammenarbeit mit Yolandi Visser, welche bis heute besteht. The Constructus Corporation wurde 2003 nach Veröffentlichung des Konzeptalbums The Ziggurat im Juni 2002, das ein 88 Seiten langes Graphic Novel beinhaltete, ebenfalls aufgelöst. Im Jahr 2005 kam es zu einer Wiedervereinigung von Max Normal unter dem neuen Namen MaxNormal.TV, mit veränderter Besetzung, diesmal unter anderem mit Visser. 2008 wurde diese aufgelöst und ging in die Die Antwoord über. Jones tritt seitdem unter dem Pseudonym Ninja auf und gilt, wie bereits in seinen vorherigen Projekten, als „Kopf“ der Gruppe. Mit Die Antwoord erreichte er weltweiten Erfolg, der bis heute anhält. Nach der Veröffentlichung des fünften Albums The House of Zef (2020) soll diese, wie schon bei Gründung der Gruppe geplant, aufgelöst werden. Die weiteren Pläne von Jones und Visser sind nicht bekannt.

### Filmische Laufbahn
2014 drehte er mit dem südafrikanischen Regisseur Neill Blomkamp den Science-Fiction-Film Chappie, in dem auch Yolandi Visser mitspielt.

## Privates
Jones hat eine gemeinsame Tochter namens Sixteen Jones mit seiner künstlerischen Weggefährtin Yolandi Visser, welche im Jahr 2005 zur Welt kam. Sie selbst bezeichnen sich allerdings nicht als in einer Beziehung lebend, Jones beschrieb ihr Verhältnis einmal als ein „ultimate best-friends-forever type of thing“ (etwa: ultimative beste Freunde für immer). 
2010 adoptierten beide gemeinsam den damals neunjährigen Gabriel „Tokkie“ du Preez, der unter einer seltenen Hautkrankheit namens „Hypohidrotische ektodermale Dysplasie“ (HED) leidet, und seine jüngere Schwester Meisie. Im April 2022 bezichtigte er Jones und Visser des jahrelangen körperlichen und sexuellen Missbrauchs. Sie hätten ihn wie einen „Sklaven“ gehalten und als „Requisite“ für ihre Musikvideos ausgebeutet. In einem Interview für N24 berichtet er außerdem von sexuellen Übergriffen, satanischen Ritualen und psychischer Gewalt: „Sie zwangen mich zu mehr Flüchen und ließen mich glauben, ich könnte Menschen in der Hölle verbrennen und sei der König der Hölle. Sie erklärten mir, ich könnte Dunkelheit über die Welt bringen.“ Auch sollen sie beiden Kindern als Teil eines Rituals in einer Privatklinik Blut entnommen lassen haben und sie in Kontakt mit Kriminellen, Pornografie, Sexspielzeug, Alkohol und anderen Drogen gebracht haben. Du Preez ist mittlerweile in das Haus seiner inzwischen verstorbenen biologischen Mutter zurückgezogen und unterhält keinen Kontakt mehr mit Jones und Visser. Seine Schwester Meisie jedoch lebt weiterhin unter der rechtlichen Obhut des Musikerduos. Diese haben die Vorwürfe in einem ersten Statement zurückgewiesen.

## Veröffentlichte Alben
Mit The Original Evergreen
- 1995: Puff The Magic
- 1998: Burn The Evidence (EP)

Als Solokünstler
- 2001: Memoirs Of A Clone
- 2005: The Fantastic Kill

Als MC Totally Rad (als Teil von Fucknrad)
- 2007: MC Totally Rad And DJ Fuck Are Fucknrad

Als Max Normal (als Teil von Max Normal)
- 2001: Songs From The Mall

Als Waddy Jones (als Teil von The Constructus Corporation)
- 2002: The Ziggurat

Als Max Normal (als Teil von MaxNormal.TV)
- 2007: Rap Made Easy (EP)
- 2008: Good Morning South Africa

Als Ninja (als Teil von Die Antwoord)
- 2009: $O$
- 2010: 5 (EP)
- 2010: $O$ (Re-release)
- 2010: EKSTRA (EP)
- 2012: TEN$ION
- 2014: DONKER MAG
- 2016: Suck on This (Mixtape)
- 2016: Mount Ninji and Da Nice Time Kid
- 2020: The House of Zef

## Filmografie
- 2011: Umshini Wam (Kurzfilm) – Hauptbesetzung
- 2015: Chappie
- 2024: ZEF: The Story of Die Antwoord (Dokumentarfilm)